# Korovití
Korovití (Echimyidae) jsou čeleď hlodavců z neotropické oblasti. Vyjma vlastních korů zahrnují i původně samostatnou čeleď nutriovitých (Myocastoridae) a zřejmě i hutiovité (Capromyidae).

## Systematika a evoluce
Korovití byli tradičně děleni do třech podčeledí, přičemž základy pro jejich rozčlenění položil již Isidore Geoffroy Saint-Hilaire. Tradiční podčeleď Eumysopinae zahrnovala šest žijících pozemních rodů a dva stromové rody, s největším počtem rodů z travnatých a křovinatých porostů; podčeleď Dactylomyinae zahrnovala tři rody specializovaných stromových folivorů; podčeleď Echimyinae zahrnovala čtyři až devět rodů „stromových krys“ ze zalesněných regionů. Molekulární fylogenetika naznačuje existenci tří hlavních kladů, které však neodpovídají tradičním podčeledím. V rámci jednoho z nich se odvětvuje i nutrie říční (Myocastor coypus), historicky klasifikovaná jako jediný zástupce čeledi nutriovitých (Myocastoridae). V rámci korovitých se zřejmě odvozuje i další původně samostatná čeleď, a sice hutiovití (Capromyidae), ačkoli topologii kladogramů komplikuje rod Carterodon, pravděpodobně v důsledku fenoménu přitahování dlouhých větví (long branch attraction). Přehledná systematika následuje níže:
- čeleď Echimyidae (korovití s.l.)
  - podčeleď Capromyinae (hutiovití)
  - incertae sedis Carterodon
  - podčeleď Euryzygomatomyinae (rody Clyomys, Euryzygomatomys, Trinomys)
  - podčeleď Echimyinae
    - tribus Myocastorini (rody Callistomys, Hoplomys, Myocastor [nutrie], Proechimys, Thrichomys)
    - tribus Echimyini (rody Dactylomys, Diplomys, Echimys, Isothrix, Kannabateomys, Lonchothrix, Makalata, Mesomys, Olallamys, Pattonomys, Phyllomys, Santamartamys, Toromys)

K rodům žijícím se přidružuje i řada rodů vyhynulých.
Korovití představují početnou a ekologicky rozmanitou skupinu hlodavců. Její diverzifikace je kladena do miocénu, zřejmě ji ovlivňovaly vznik a zánik koridorů mezi atlantickým lesem a Amazonií a severní zdvih And. Výraznou adaptivní radiací prošli hutiovití, kteří se od ostatních korovitých odštěpili během spodního miocénu, kdy jejich předek transoceánskou migrací kolonizoval Velké Antily. V průběhu holocénu však hutiovité postihlo masivní vymírání.

## Popis a ekologie

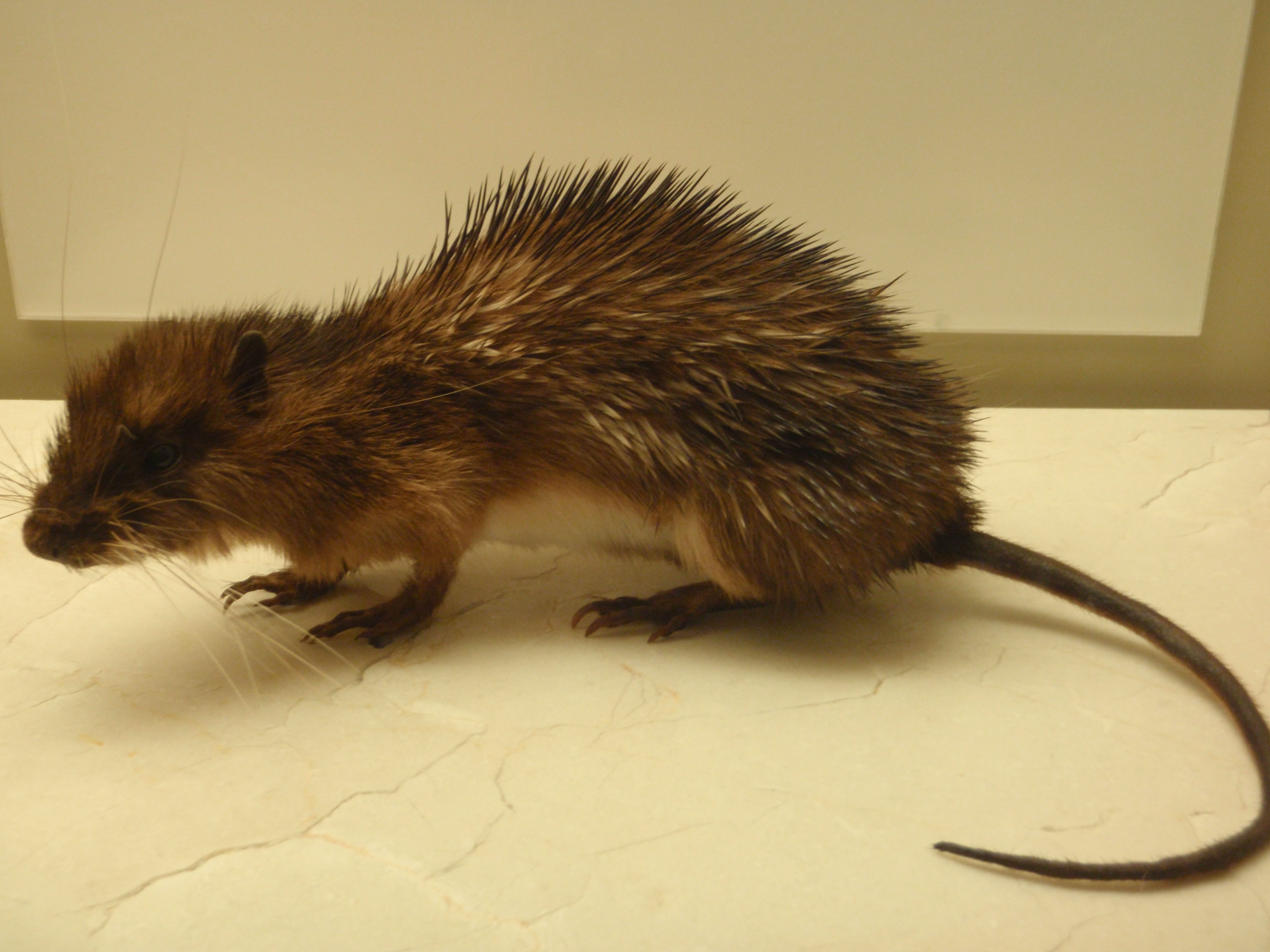
Koro zemní (Hoplomys gymnurus)

Jde o středně velké až velké hlodavce. Někteří korovití mohou vážit i více než 600 g, hmotnost hutií se může vyšplhat až na 8 kg, nutrie váží až 17 kg. Ocas u některých druhů svou délkou přesahuje délku hlavy a těla, v případě útoku predátora jej však korovití často dokážou odvrhnout. Pro „stromové krysy“ rodu Echimys jsou charakteristické dlouhé, částečně srostlé prsty, které jim usnadňují pohyb ve větvích. Charakteristickým znakem korů bývá tuhá až ostnitá srst. Lebka se vyznačuje mj. výrazným úhlovým a redukovaným koronoidním výběžkem dolní čelisti, výrazným infraorbitálním otvorem a rozmanitou podobou stoliček. Řada korů má špičatý čenich, díky čemuž mohou připomínat krysy, s nimiž však nejsou blíže spřízněni.
Korovití se původně vyskytují ve Střední a Jižní Americe a na Antilských ostrovech, ačkoli nutrie byly zavlečeny i na další kontinenty včetně Evropy. Ekologicky jde o značně rozmanitou skupinu, korové a příbuzné druhy žijí arboreálně, terestricky i semifosoriálně (částečně v podzemí). Obývané biotopy se různí, ačkoli platí, že tito hlodavci často vyhledávají oblasti s dostupností vody. Nutrie přivykly semiakvatickému způsobu života. Antilské hutie žijí v odlehlých zalesněných nebo skalnatých údolích a na ostrůvcích. Korovití zahrnují zejména býložravce, mezi potravou bylo zaznamenáno např. ovoce (u Proechimys semispinosus), mladé bambusové výhonky (u kora bambusového, odb. Kannabateomys amblyonyx) aj. Některé druhy se přikrmují i masitou potravou. Reprodukční biologie zůstává do větších detailů známá pouze u nutrií, které se rozmnožují několikrát ročně a vrh čítá 3 až 6 (či až 12) mláďat. Chování mnohých korů je kvůli jejich skrytému způsobu života a noční aktivitě málo probádané.